# Candezea irregularis
Candezea irregularis es un coleóptero de la familia Chrysomelidae.
Fue descrita científicamente por primera vez en 1875 por Ritsema.